# Topki
Topki (oroszul: Топки) város Oroszország Kemerovói területén, a Topki járás székhelye. A kemerovói agglomeráció része. 
Népessége: 28 641 fő (a 2010. évi népszámláláskor).

## Elhelyezkedése
A Kuznyecki-medence északnyugati részén, Kemerovo területi székhelytől kb. 30 km-re nyugatra helyezkedik el. A város mellett halad az R255-ös főút. 
Vasúti csomópont a Transzszibériai vasútvonalról Jurgánál leágazó szárnyvonalon. Állomásáról kelet felé Kemerovóba, dél felé a Kuznyecki-medence iparvárosai felé vezet tovább vasútvonal.

## Története, gazdasága

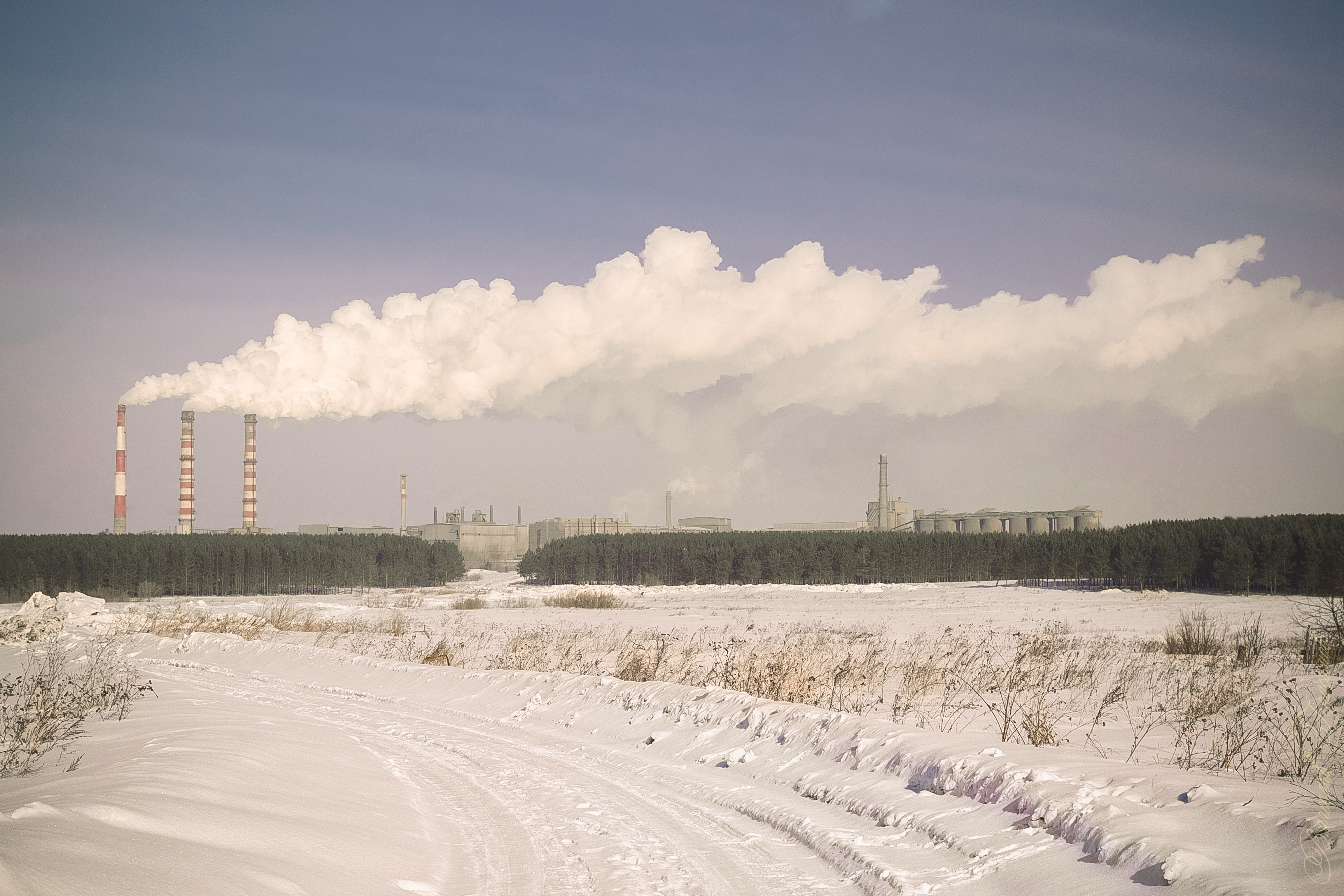
Topki cementgyára (2014)

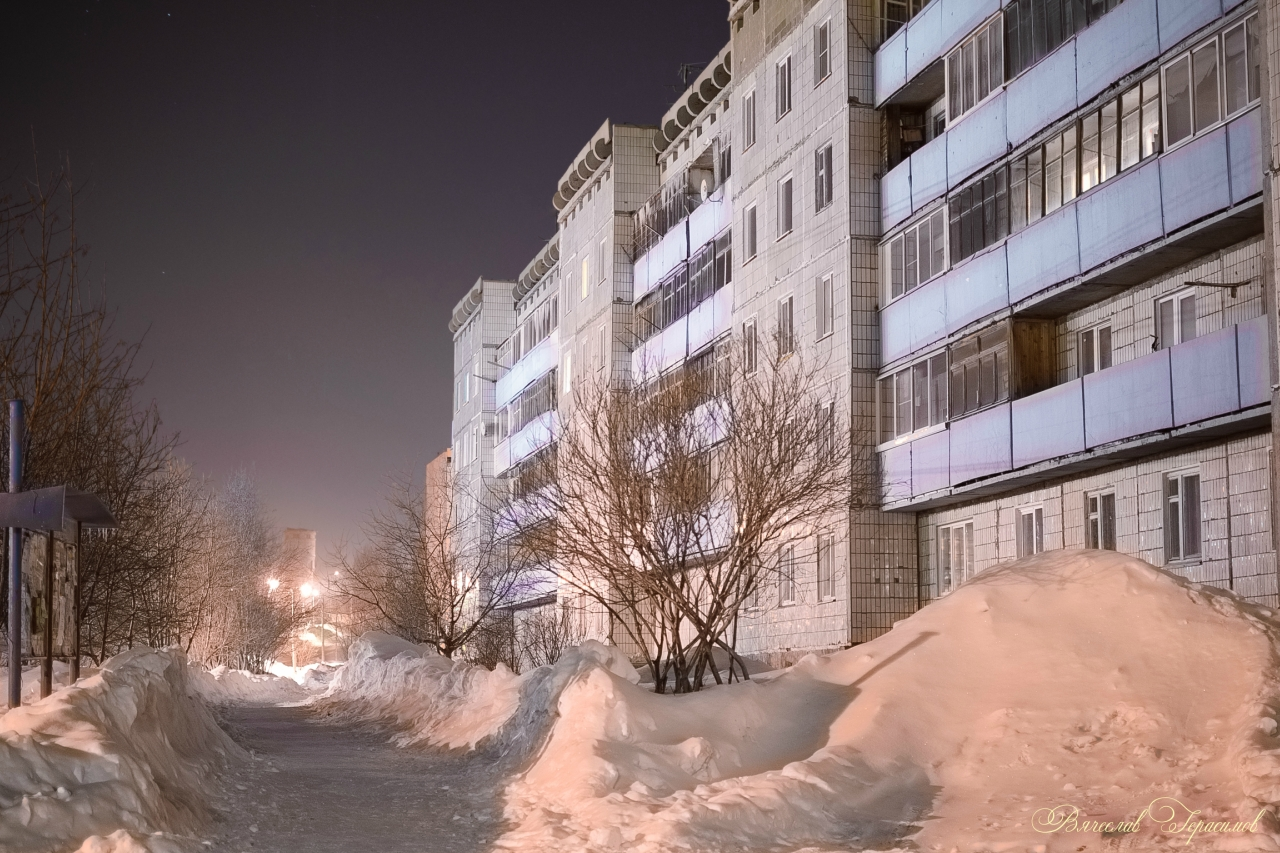
A Szolnyecsnij lakónegyed (2014)

1913 körül kezdődött a Transzszibériai vasútvonalról a déli szénmezőkhöz vezető vasútvonal – akkori nevén kolcsuginói vasút – építése. Topki is ennek az építkezésnek a keretében jött létre: 1914-ben épített vasútállomásából nőtt ki a település. Az 1920-as években két közeli falut, egy harmadikat pedig 1932-ben Topkihoz csatoltak. Az így megnövelt területű és lélekszámú települést 1933-ban városi rangra emelték. A következő hat év alatt a népesség duplájára növekedett, 1939-ben 22 700 fő volt. A vasúti csomópont üzemeltetése és bővítése különösen fontosnak bizonyult a világháború idején és az ipartelepítés következő évtizedeiben. 
A vasút mellett a gazdaság másik jelentős ágazata az építőanyag gyártás. 1961-től épült és 1966-ban kezdett termelni a város legnagyobb ipari létesítménye, a cementgyár. Az 1990-es években gazdasági társasággá alakított gyár 2004 óta a Szibirszkij holdinghoz tartozik, évi kapacitása 3,7 tonna cement. Nagy előnye, hogy alig 5 km-re a gyártól saját mészkő- és agyagbányája van.